# Пауліно Монсальве
Пауліно Монсальве (ісп. Paulino Monsalve, 30 жовтня 1958 — 13 квітня 2024) — іспанський хокеїст на траві.
Срібний призер Олімпійських Ігор 1980 року.